# Karl von Oberkamp
Karl von Oberkamp, właściwie Karl Ferdinand Reichsritter von Oberkamp (ur. 30 października 1893 w Monachium, zm. 4 maja 1947 w Jugosławii) – niemiecki wojskowy, SS-Brigadeführer, generał major Waffen-SS, dowódca 7 Ochotniczej Dywizji Górskiej SS i V Korpusu Górskiego SS, zbrodniarz wojenny stracony po wojnie w Jugosławii. Uczestnik II wojny światowej.